# 토로스 델 에스테
토로스 델 에스테(Toros del Este)는 도미니카 공화국 라로마나 주 라로마나에 위치한 프로 야구팀이다. 도미니카 윈터 베이스볼 리그 소속이며, 에스타디오 프란치스코 미첼 야구장을 홈구장으로 사용하고 있다. 리그 우승 2회 기록을 가지고 있다.